# Galeriegrab von Guiry-en-Vexin

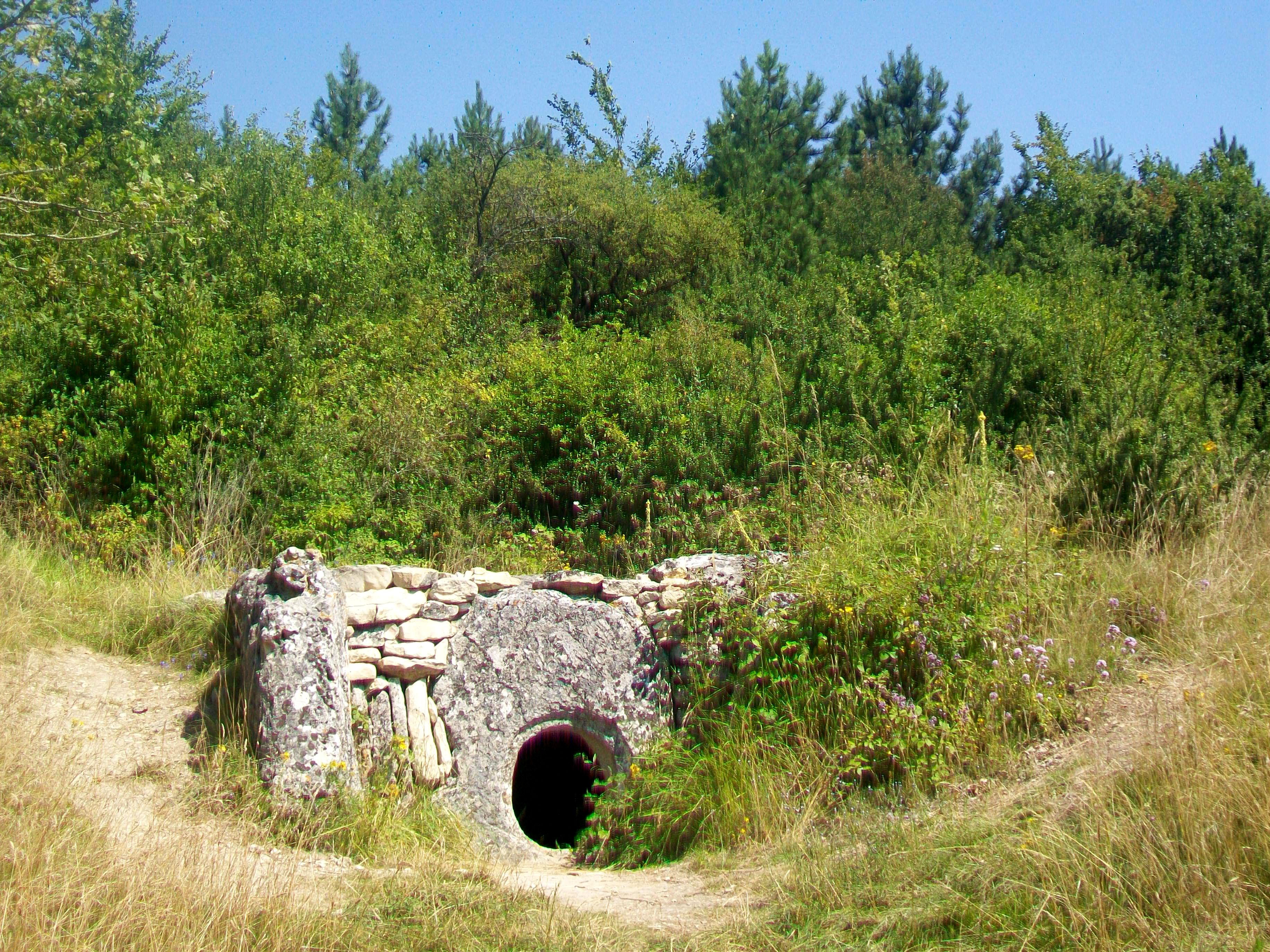
Zugang mit Seelenloch

Das Galeriegrab von Guiry-en-Vexin (französisch Allée couverte de Bois-Couturier) stammt aus der späten Seine-Oise-Marne-Kultur um 2000 v. Chr. (eine Radiokarbonprobe ergab ein Datum von 2028 ± 135 BC cal (calPal)).
Es ist eines der wenigen Galeriegräber, bei denen ein Verschluss nachgewiesen ist.

## Forschungsgeschichte
Das 1915 von einem Bauern entdeckte und in den folgenden Jahren ausgegrabene Megalithgrab wurde im Jahr 1973 restauriert; es ist seit dem Jahr 1958 als Monument historique anerkannt.

## Lage
Das Galeriegrab liegt auf einer 132 m hohen Erhebung im Wald von Morval in der Flur Bois Couturier im Département Val-d’Oise, ca. 55 km nordwestlich von Paris nahe der Grenze zwischen der Île-de-France und der Normandie.

## Aufbau
Die überwiegend aus kleinen Kalksteinplatten als Trockenmauer errichtete, etwa 1,3 m hohe und rückwärtig abgerundete Kammer ist etwa 8 m lang und 2 m breit. Sie enthielt die Überreste von etwa 200 Personen. Es wurden 39 mit Muschelgrus gemagerte Keramikscherben und 58 Silexartefakte, darunter drei Querschneider, gefunden. Den einzigen Zugang bildet ein sogenanntes Seelenloch in der großen Frontplatte. Der 158 kg schwere bearbeitete Stein, der das Loch verschlossen hat, wird im Musée archéologique du Val d’Oise in Guiry-en-Vexin aufbewahrt. Der rückwärtige Teil der Grabkammer ist abgerundet.
Ein Tragstein der Kammer ist mit plastisch herausgearbeiteten Brüsten und einer Halskette verziert, eine Darstellung, die auch bei einigen weiteren Galeriegräbern vorkommt.